# North Highlands
North Highlands est une census-designated place (CDP) située dans le comté de Sacramento, en Californie.